# Церемония MTV Video Music Awards 2023
The 2023 MTV Video Music Awards — 40-я церемония вручения наград, которая состоялась 12 сентября 2023 года в Ньюарке (штат Нью-Джерси, США) в Prudential Center. В 2023 году введена новая номинация «Шоу лета», которая присуждается путем голосования фанатов.
Первый круг номинантов был объявлен 8 августа. Номинанты на премии в категориях «Группа года», «Шоу лета», «Альбом года» и «Песня лета» были объявлены 1 сентября. Тейлор Свифт лидирует с одиннадцатью номинациями, за ней следует SZA с восемью номинациями, Doja Cat, Майли Сайрус, Ники Минаж и Оливия Родриго — по шесть номинаций, за ними следуют Ким Петрас и Сэм Смит (по пять); Blackpink, Diddy и Шакира (по четыре). Впервые с тех пор, как в 2017 году на VMA появилась номинация «Артист года», все номинанты — женщины: Бейонсе, Doja Cat, Кароль Джи, Минаж, Шакира и Свифт. Кроме того, впервые два номинанта представляют мир латиноамериканской музыки. Первым латиноамериканским артистом, номинированным в этой категории, был Bad Bunny, победивший в прошлом году.
Тейлор Свифт стала самой награждаемой артисткой вечера, победив в девяти из одиннадцати номинаций, включая главную номинацию (видео года), в которой она победила в четвёртый рекордный раз.

## История
В 2023 году на VMA добавилась ещё одна новая номинация — лучшее афробитс-видео. Это уже третья жанровая категория, добавленная VMA в этом столетии, после Latin (2006) и K-pop (2019). Пять других жанровых категорий VMA были введены в прошлом веке: рок (1989), альтернатива (1991), R&B (1993), поп и хип-хоп (обе — 1999). Начиная со вторника (8 августа), поклонники могут голосовать за своих фаворитов в 15 гендерно-нейтральных категориях на сайте vote.mtv.com до пятницы, 1 сентября. Голосование за лучшего нового исполнителя будет продолжаться до начала шоу. Номинации в социальных категориях, включая группу года и песню лета, будут объявлены позднее.

### Голосуемые категории
Победители в следующих категориях определяются путём голосования фанатов на сайте vote.mtv.com. Голосование по отдельным категориям стартовало 8 августа, кроме категории «Шоу лета», которое началось 3. Также позднее будет начало голосования по категориям Группа года (4 сентября), Песня лета (7 сентября) и Альбом года (11 сентября).

## Победители и номинанты

### Video of the Year
- Тейлор Свифт — «Anti-Hero»
  - Doja Cat — «Attention» 
  - Майли Сайрус — «Flowers» 
  - Ники Минаж — «Super Freaky Girl»
  - Оливия Родриго — «Vampire»
  - Сэм Смит, Ким Петрас — «Unholy»
  - SZA — «Kill Bill»

### Артист года | Artist of the Year
- Тейлор Свифт
  - Бейонсе
  - Doja Cat
  - Кароль Джи
  - Ники Минаж
  - Шакира

### Песня года | Song of the Year
- Тейлор Свифт — «Anti-Hero» 
  - Майли Сайрус — «Flowers» 
  - Оливия Родриго — «Vampire»
  - Rema[англ.] & Селена Гомес — «Calm Down»
  - Сэм Смит, Ким Петрас — «Unholy»
  - Стив Лейси — «Bad Habit»
  - SZA — «Kill Bill»

### Лучший новый артист | Best New Artist
- Ice Spice
  - GloRilla
  - Kaliii
  - Peso Pluma
  - PinkPantheress
  - Рене Рэпп

### Лучшее выступление года | Push Performance of The Year
- Tomorrow X Together — «Sugar Rush Ride» 
  - Saucy Santana — «Booty»
  - Stephen Sanchez — «Until I Found You»
  - Jvke — «Golden Hour»
  - Flo Milli — «Conceited»
  - Рене Рэпп — «Colorado»
  - Сэм Райдер — «All the Way Over»
  - Armani White — «Goated»
  - Fletcher — «Becky’s So Hot»
  - Ice Spice — «Princess Diana»
  - Flo — «Losing You»
  - Lauren Spencer-Smith — «That Part»

### Лучшая совместная работа | Best Collaboration
- Кароль Джи и Shakira — «TQG»
  - Давид Гетта и Биби Рекса — «I’m Good (Blue)»
  - Post Malone и Doja Cat — «I Like You (A Happier Song)»
  - Diddy (при участии Bryson Tiller, Ashanti, Yung Miami) — «Gotta Move On»
  - Metro Boomin (при участии the Weeknd, 21 Savage, Diddy) — «Creepin’» (remix)
  - Rema и Selena Gomez — «Calm Down»

### Лучшее поп-видео | Best Pop
- Тейлор Свифт — «Anti-Hero»
  - Деми Ловато — «Swine»
  - Дуа Липа — «Dance the Night»
  - Эд Ширан — «Eyes Closed»
  - Майли Сайрус — «Flowers» 
  - Оливия Родриго — «Vampire»
  - Pink — «Trustfall»

### Лучшее хип-хоп видео | Best Hip Hop
- Ники Минаж — «Super Freaky Girl»
  - Diddy (при участии Брайсона Тиллера, Ашанти, Yung Miami) — «Gotta Move On»
  - DJ Khaled (при участии Дрейка и Lil Baby) — «Staying Alive»
  - GloRilla и Карди Би — «Tomorrow 2»
  - Lil Uzi Vert — «Just Wanna Rock»
  - Лил Уэйн (при участии Swizz Beatz & DMX) — «Kant Nobody»
  - Metro Boomin (при участии Фьючера) — «Superhero (Heroes & Villains)»

### Лучшее R&B видео | Best R&B
- SZA — «Shirt»

### Лучшее К-поп видео | Best K-pop
- Stray Kids — «S-Class»
  - Aespa — «Girls[англ.]»
  - Blackpink — «Pink Venom»
  - Fifty Fifty — «Cupid[англ.]»
  - Seventeen — «Super[англ.]»
  - Tomorrow x Together — «Sugar Rush Ride[англ.]»

### Лучшее латинское видео | Best Latin
- Anitta — «Funk Rave»

### Лучшее рок-видео | Best Rock
- Måneskin — «The Loneliest»
  - Foo Fighters — «The Teacher»
  - Linkin Park — «Lost (Original Version)»
  - Red Hot Chili Peppers — «Tippa My Tongue»
  - Metallica — «Lux Æterna»
  - Muse — «You Make Me Feel Like It’s Halloween»

### Лучшее альтернативное видео | Best Alternative
- Лана Дель Рей при участии Джона Батиста — «Candy Necklace»
  - blink-182 — «Edging»
  - Boygenius — «the film»
  - Fall Out Boy — «Hold Me Like a Grudge»
  - Paramore — «This Is Why»
  - Thirty Seconds to Mars — «Stuck»

### Лучшее афробитс-видео | Best Afrobeats
- Rema[англ.] & Селена Гомес — «Calm Down»
  - Ayra Starr[англ.] — «Rush»
  - Burna Boy — «It’s Plenty»
  - Davido[англ.] (при участии Musa Keys) — «Unavailable»
  - Fireboy DML[англ.] и Asake[англ.] — «Bandana»
  - Libianca — «People»
  - Wizkid[англ.] (при участии Ayra Starr) — «2 Sugar»

### Video for Good
- Дав Камерон — «Breakfast»
  - Алиша Киз — «If I Ain’t Got You» (orchestral)
  - Бэд Банни — «El Apagón — Aquí Vive Gente»
  - Деми Ловато — «Swine»
  - Imagine Dragons — «Crushed»
  - Малума — «La Reina»

### Лучшая группа | Best Group
- Blackpink
  - Fifty Fifty
  - Stray Kids
  - Jonas Brothers
  - Maneskin
  - NewJeans
  - Seventeen
  - Tomorrow X Together

### Песня лета | Song of Summer
- Jungkook ft. Latto — «Seven»
  - Бейонсе — «Cuff It»
  - Билли Айлиш — «What Was I Made For? (From The Motion Picture Barbie)»
  - Doja Cat — «Paint the Town Red»
  - Doechii ft. Kodak Black — «What It Is (Block Boy)»
  - Дуа Липа — «Dance the Night (From The Motion Picture Barbie)»
  - Fifty Fifty — «Cupid»
  - Gunna — «Fukumean»
  - Ники Минаж & Ice Spice — «Barbie World (with Aqua) (From The Motion Picture Barbie)»
  - Оливия Родриго — «Vampire»
  - SZA — «Kill Bill»
  - Тейлор Свифт ft. Ice Spice — «Karma»
  - Tomorrow X Together и Jonas Brothers — «Do It Like That»
  - Люк Комбс — «Fast Car»
  - Трой Сиван — «Rush»
  - Yng Lvcas & Peso Pluma — «La Bebe (Remix)»

### Шоу лета | Show of the Summer
- Тейлор Свифт
  - Бейонсе
  - Blackpink
  - Дрейк
  - Эд Ширан
  - Кароль Джи

### Альбом года | Album of the Year
- Тейлор Свифт — Midnights

### Лучшая режиссура | Best Direction
- Тейлор Свифт — «Anti-Hero» (режиссёр: Тейлор Свифт)
  - Doja Cat — «Attention» (режиссёр: Tanu Muiño)
  - Дрейк — «Falling Back» (режиссёр: Julien Christian Lutz)
  - Кендрик Ламар — «Count Me Out» (режиссёр: Dave Free и Кендрик Ламар)
  - Megan Thee Stallion — «Her» (режиссёр: Colin Tilley)
  - Сэм Смит, Ким Петрас — «Unholy» (режиссёр: Floria Sigismondi)
  - SZA — «Kill Bill» (режиссёр: Christian Breslauer)

### Лучшая художественная работа | Best Art Direction
- Doja Cat — «Attention» (художник-постановщик: Spencer Graves)
  - Boygenius — «The Film» (художник-постановщик: Jen Dunlap)
  - Blackpink — «Pink Venom» (художник-постановщик: Seo Hyun Seung)
  - Лана Дель Рей (при участии Джона Батиста) — «Candy Necklace» (художник-постановщик: Brandon Mendez)
  - Megan Thee Stallion — «Her» (художник-постановщик: Niko Philipides)
  - SZA — «Shirt» (художник-постановщик: Kate Bunch)

### Лучшая хореография | Best Choreography
- Blackpink — «Pink Venom» (хореографы: Kiel Tutin, Sienna Lalau, Lee Jung, Taryn Cheng)

### Лучшая операторская работа | Best Cinematography
- Тейлор Свифт — «Anti-Hero» (оператор: Рина Янг)

### Лучший монтаж | Best Editing
- Оливия Родриго — «Vampire» (монтаж: Sofia Kerpan и David Checel)

### Лучшие визуальные эффекты | Best Visual Effects
- Тейлор Свифт — «Anti-Hero» (визуальные эффекты: Parliament)
  - Fall Out Boy — «Love from the Other Side»
  - Гарри Стайлз — «Music for a Sushi Restaurant»
  - Мелани Мартинес — «Void»
  - Ники Минаж — «Super Freaky Girl»
  - Сэм Смит, Ким Петрас — «Unholy»

### Michael Jackson Video Vanguard Award
- Шакира[9]

### MTV Global Icon Award
- Diddy

### Комментарии
1. ↑  Свой первый приз «Видео года» Свифт получила в 2015 году за песню «Bad Blood», второй — в 2019 году за «You Need to Calm Down», а в 2022 году — за «All Too Well: The Short Film».

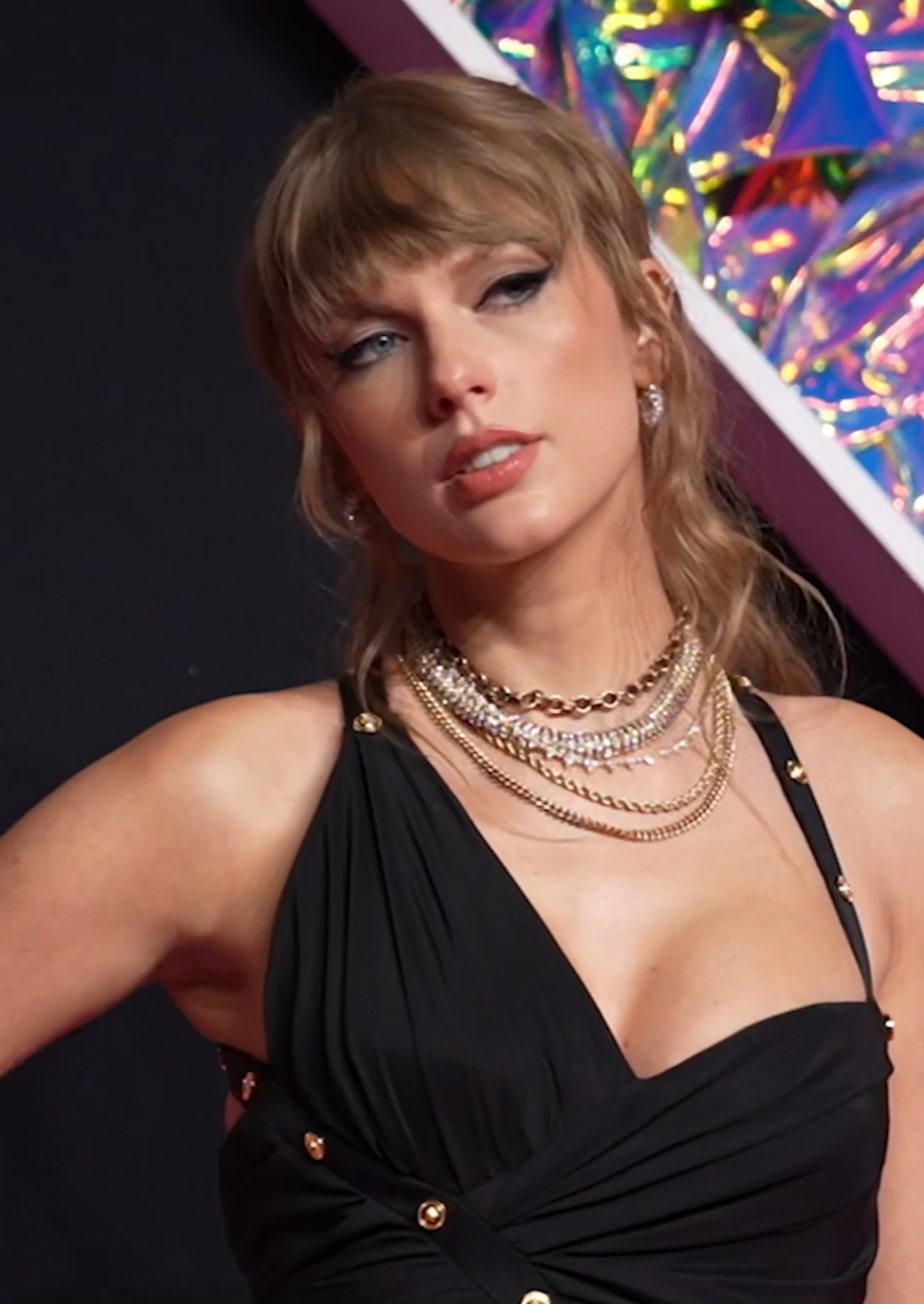
Тейлор Свифт победила в 9 из 11 номинаций, включая главную номинацию (видео года)